# 하인리히 루돌프 헤르츠
하인리히 루돌프 헤르츠(독일어: Heinrich Rudolf Hertz, 1857년 2월 22일 - 1894년 1월 1일)는 독일의 물리학자였다. 일상생활에서도 자주 쓰는 주파수의 단위 헤르츠는 이 인물의 이름에서 따온 것이다. 헤르츠는 라디오파를 만들어 내는 장치를 만들어 전자기파의 존재를 처음 실증해 보였다.
헤르츠는 독일 함부르크에서 태어났다. 기독교로 개종한 유대인 가정이었으며, 아버지는 변호사, 어머니는 의사의 딸이었다. 학창시절 과학과 언어에 재능을 보였다. 이 시절 아랍어와 산스크리트어를 배우기도 했다. 드레스덴, 뮌헨, 베를린의 대학에서 과학과 공학을 공부를 했다. 구스타프 키르히호프, 헤르만 폰 헬름홀츠 밑에서 공부를 했다. 1880년 박사 학위를 받았고 1883년 킬 대학교에서 이론 물리학 교수자리를 얻을 때까지 헬름홀츠 밑에서 공부를 했다. 1885년에는 칼스루에대학교의 정교수가 되며 그곳에서 전자기파를 발견했다.
에테르가 없다고 밝혀낸 1887년의 마이켈슨-몰리 실험의 전조였던 1881년의 앨버트 마이켈슨의 실험 후에 그 실험결과를 설명하기 위해 맥스웰 방정식을 다시 정리했다. 실험을 통해 전기 신호가 공기 중을 통해 전달될 수 있다는 제임스 클러크 맥스웰과 마이클 패러데이의 예견을 실증했다. 이는 무선통신을 발명하게 된 기초가 되었다. 그는 또한 후에 알베르트 아인슈타인이 설명하게 되는 광전효과를 처음으로 발견했다. 광전효과는 물체에 주파수가 높은 빛을 비출 수록 전자를 잘 내놓는 현상을 말한다.
헤르츠는 1894년 1월 1일, 독일 본에서 만성 패혈증으로 인해 37세의 나이로 사망했다.
그의 조카 구스타프 루트비히 헤르츠 또한 노벨상 수상자이고, 구스타프의 아들 카를 헬무트 헤르츠 또한 초음파검사를 발명한 과학자이다.

## 같이 보기
- 물리학자 목록
- 무선전신기
- 마이크로파